# 陳璧沁
陳璧沁（1985年3月4日—），香港胡琴演奏家。曾與多個樂團包括美國焦點樂聚團、香港中文大學管樂團、泛亞交響樂團及香港城市室樂團等合作，被邀為獨奏嘉賓，亦常與舞蹈、戲曲、多媒體等領域藝術家合作跨界演出。

## 歷年演出
- 2021年7月 Recollections 破格音樂演奏會
- 2019年8月 恭碩良2019演唱會
- 2019年5月 區瑞強名曲巨星真經典演唱會
- 2019年3月 粵樂集結創新篇
- 2018年9月 「無界‧無間」音樂會（哈薩克斯坦）[3]
- 2018年2月 《無界‧無間》音樂會（泰國）[4]
- 2017年9月 陳璧沁音樂劇場《南國的午後》之三
- 2017年8月 草莓音樂節[5]
- 2017年3月「粵樂集結號」[6]
- 2016年4月 粵樂與南音[7]
- 2016年4月 嶺南樂風系列：歌壇粵韻音樂會[8]
- 2015年12月「復刻花園」音樂會[8]
- 2015年10月「音樂顯才華系列：南國之境」- 陳璧沁胡琴演奏會[9]
- 2014年10月 《輝煌》音樂劇 - 黃霑逝世十周年記念演出
- 2013年1月「風花雪月四重奏」[10]
- 2013年1月“粤樂港中尋”粤樂硬弓组合音樂會

## 個人生活
2021年8月，接受流行音樂家嚴勵行求婚，並於2022年舉行婚禮。

## 電視節目（TVB）
- 2023年：《明愛暖萬心》[12]

## 外部連結
- 陳璧沁官方網站 （页面存档备份，存于）
- 都會生活 - 香港政府新聞網 （页面存档备份，存于）
- 陳璧沁Facebook專頁 （页面存档备份，存于）
- 陳璧沁Instagram帳戶